# Plebiscyt Przeglądu Sportowego 2020
86. Plebiscyt na 10 Najlepszych Sportowców Polski 2020 roku zorganizowany został przez Przegląd Sportowy oraz Telewizję Polsat. Z powodu pandemii COVID-19 zredukowano liczbę nominowanych do 15.

## Wyniki głosowania[2]
| Miejsce | Imię i nazwisko        | Dyscyplina sportu | Liczba punktów |
| ------- | ---------------------- | ----------------- | -------------- |
| 1.      | Robert Lewandowski     | Piłka nożna       | 221 226        |
| 2.      | Iga Świątek            | Tenis             | 126 451        |
| 3.      | Kamil Stoch            | Skoki narciarskie | 114 964        |
| 4.      | Kajetan Kajetanowicz   | Rajdy samochodowe | 113 451        |
| 5.      | Bartosz Zmarzlik       | Żużel             | 108 610        |
| 6.      | Natalia Maliszewska    | Short-track       | 102 356        |
| 7.      | Jan Błachowicz         | MMA               | 94 304         |
| 8.      | Wilfredo León          | Siatkówka         | 94 130         |
| 9.      | Katarzyna Niewiadoma   | Kolarstwo         | 81 505         |
| 10.     | Dawid Kubacki          | Skoki narciarskie | 80 399         |
| 11.     | Katarzyna Wasick       | Pływanie          | 69 330         |
| 12.     | Michał Kwiatkowski     | Kolarstwo         | 66 413         |
| 13.     | Jan-Krzysztof Duda     | Szachy            | 45 998         |
| 14.     | Justyna Święty-Ersetic | Lekkoatletyka     | 23 653         |
| 15.     | Magomedmurad Gadżijew  | Zapasy            | 13 357         |

## Nominowani
Nominowanych zostało 15 sportowców:
1. Jan Błachowicz
2. Jan-Krzysztof Duda
3. Magomedmurad Gadżijew
4. Kajetan Kajetanowicz
5. Dawid Kubacki
6. Michał Kwiatkowski
7. Wilfredo Leon
8. Robert Lewandowski
9. Natalia Maliszewska
10. Katarzyna Niewiadoma
11. Kamil Stoch
12. Iga Świątek
13. Justyna Święty-Ersetic
14. Katarzyna Wasick
15. Bartosz Zmarzlik

## Zwycięzcy kategorii dodatkowych
- Superczempion: Justyna Kowalczyk[3]
- E-sportowiec: Marcin Jankowski[4]
- Trener roku: Piotr Sierzputowski[5]
- Sport bez barier: Faustyna Kotłowska[6]
- Mecenas sportu w trudnych czasach: PKN Orlen[7]
- Impreza roku: Tour de Pologne 2020[8]